# Třešeň chloupkatá

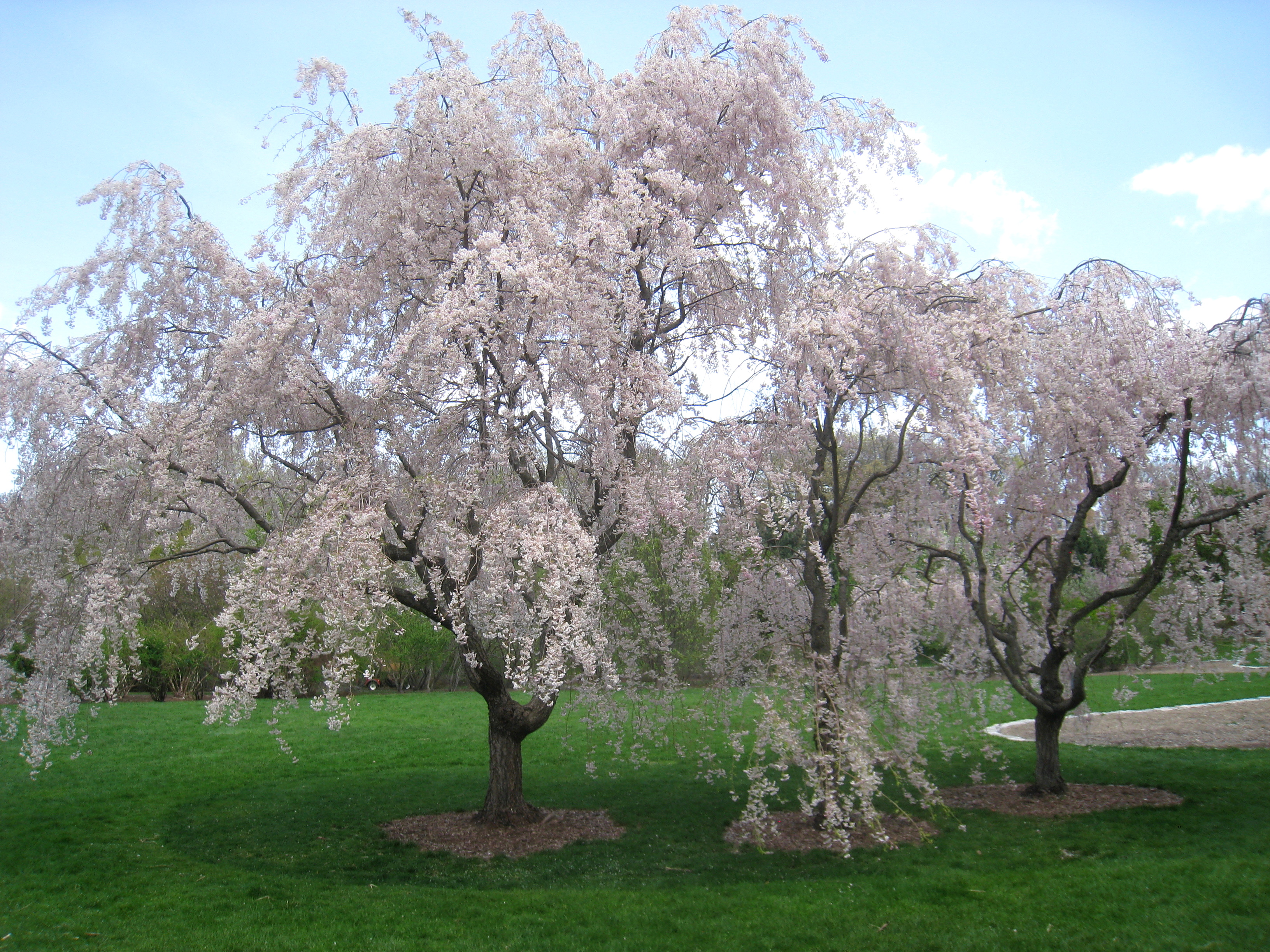
Třešeň chloupkatá kultivar 'Pendula'

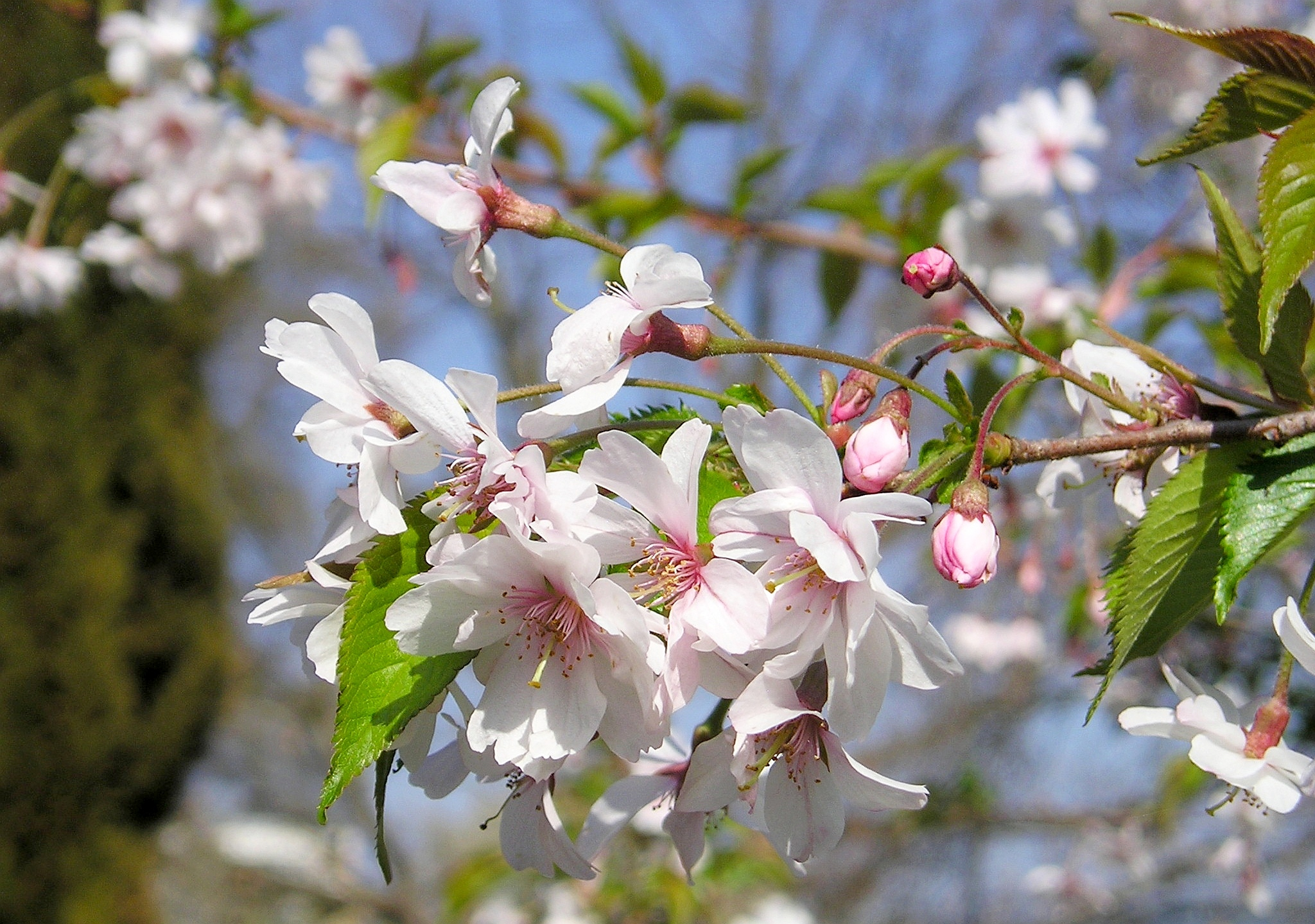
Větévka s květy

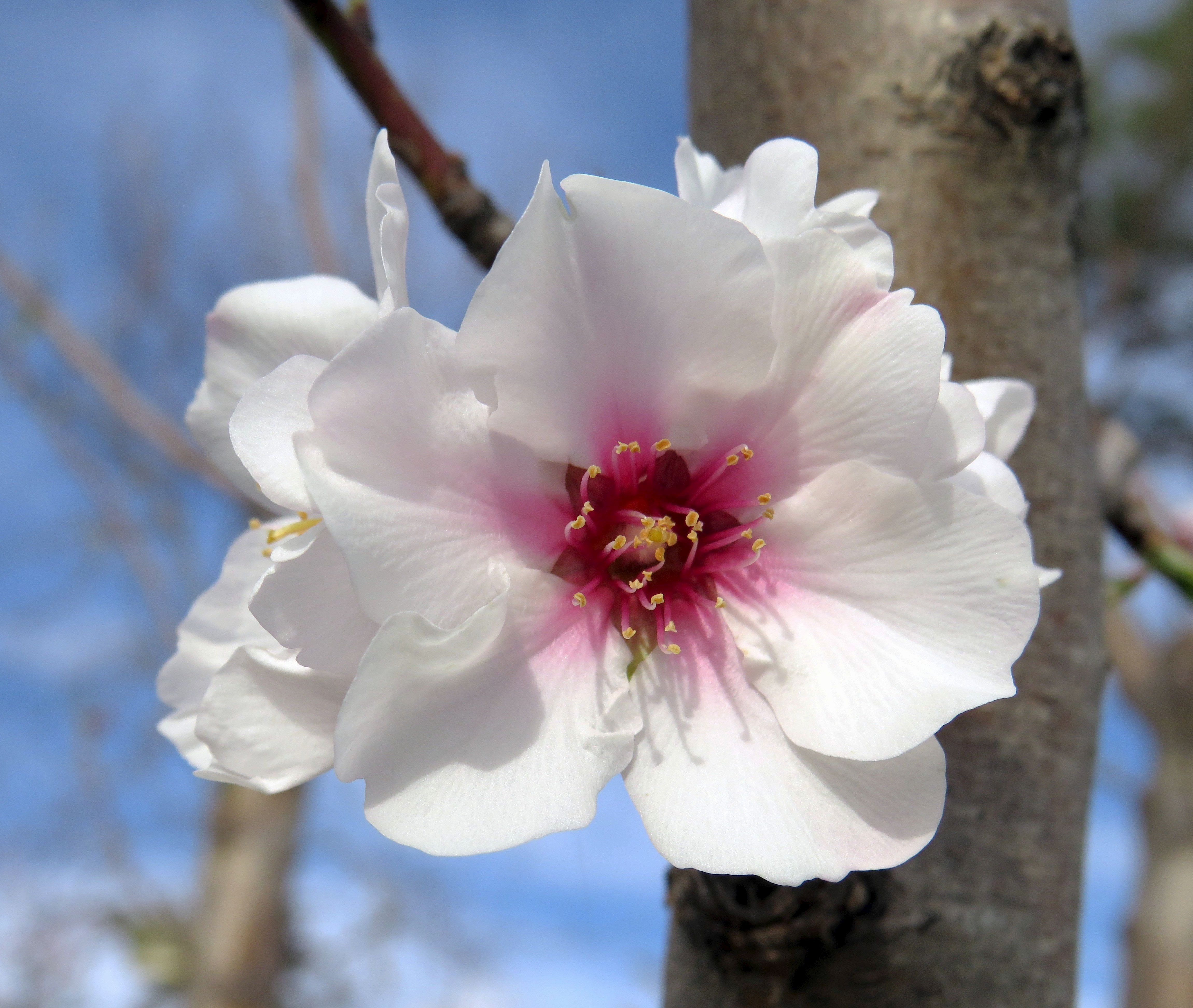
Jednoduchý květ

Třešeň chloupkatá (Prunus subhirtella) je nevysoký strom pěstovaný pro svůj atraktivní vzhled, hlavně pro bohatá jarní květenství a podzimní vybarvené listy. Tato opadavá dřevina je druh ze širokého rodu slivoň čítajícího asi 275 druhů. Pochází z Japonska, kde v minulosti samovolně vznikla přirozeným křížením tamních druhů a je také uváděna jako hybrid Prunus xsubhirtella. Vědecké druhové jméno subhirtella se také překládá jako "poněkud chlupatý" a vztahuje se na jemné chloupky na spodní straně listů.

## Rozšíření
Dřevina byla milovníky okrasných stromů rozšířena z Japonska do Evropy a později i Spojených států amerických, kde se vysazuje v okrasných zahradách nebo okolo městských cest a dostává se i do volné přírody. V České republice se tento nepůvodní druh vyskytuje jen pěstovaný v kultuře, jeho zplaňování do volné přírody se neobjevuje.

## Ekologie
Nejlépe roste a kvete v hlubší propustné půdě, která bývá středně vlhká až mírně suchá. Vhodné stanoviště se nachází na slunci až v lehkém stínu, dobré oslunění zajišťuje bohatost kvetení. Mladá rostlina se špatně ujímá v mrazových kotlinách a dlouhodobě zamokřené půdě, která v zimě hluboko promrzá. U dospělé rostliny se uvádí mrazuvzdornost do -29 °C.
Květy třešně chloupkaté jsou cizosprašné, jejich autoinkompatibilita nedovoluje splynutí gamet pocházející ze stejného jedince. Původní druhy proto vytvoří plody pouze po opylení pylem z jiného jedince. Stromy kvetou obvykle v dubnu ještě před olistěním a případné plody dozrávají v červnu. Ploidie druhu je 2n = 24.
Běžně prodávané rostliny jsou vyšlechtěné kultivary, které kvalitně kvetou, ale netvoří plody. Tyto odrůdy se množí očkováním nebo roubováním, nejčastěji na podnože třešně ptačí.

## Popis
Strom vysoký 5 až 10 m, který má v mládí korunu vzpřímenou a později široce rozložitou, ojediněle má jedinec tvar keře. Kůra kmene je šedohnědá, letorosty jsou tenké a chlupaté, pupeny listů tmavě hnědé. Střídavě vyrůstající listy s řapíky jsou jednoduché, celistvé a mají opadavé palisty. Jejich čepele jsou vejčité nebo podlouhle vejčité, 3 až 8 cm dlouhé a 1,5 až 4 cm široké, na bázi zaoblené a na vrcholu zašpičatělé, po obvodě bývají dvojitě ostře pilovité, mívají okolo deseti párů žilek zpeřené žilnatiny, u řapíku a po okrajích mají žlázky a na spodní straně jsou jemně chlupaté. Čerstvě vyrašené listy mají měděný nádech, později jsou tmavě zelené a na podzim se před opadem vybarvují zlatavě žlutě až oranžově.
Květy, mající nejčastěji okolo 18 mm v průměru, jsou světle růžové, nevonné a bývají uspořádané po dvou až pěti v hroznovitém květenství. Jsou pětičetné, mají drobné listeny, rostou na chlupatých, až 2 cm dlouhých stopkách a jejich češule je zvonkovitého tvaru. Pět volnolupenných, vztyčených, úzce trojúhlých kališních lístků tvořících trubku je slabě chlupatých. Stejný počet podlouhlých, na konci mírně rozštěpených, asi 1 cm velkých korunních lístků je světle růžových. Okvětní lístky jsou u poloplných až plných květů pěstovaných kultivarů obvykle zmnožené, bývá jich až padesát. V květu dále bývá deset až třicet tyčinek se žlutými až načervenalými prašníky. Kulovitý jednodílný semeník je lysý a má dlouhou čnělku s bliznou.
Plod je dužnatá, purpurově červená až černá peckovice velká průměrně 18 mm, která obsahuje jednu elipsoidní, nezploštělou pecku. Mezokarp peckovice je sice jedlý, ale pro lidi není chutný. Plody jsou naopak vítanou potravou pro ptáky, kteří je sklidí obvykle dříve, než zcela dozrají, a nemohou tak podpořit úhledný vzhled dřeviny i v létě.

## Význam
Zajímavá líbivá třešeň kvetoucí růžovými či bílými, jednoduchými nebo plnými květy, některý kultivar může vykvést i v příznivé zimě. Strom vytváří pravidelnou korunu i bez řezu a jeho dřevo je odolné proti chorobám i středoevropským mrazům. Případný řez je vhodné provádět na jaře po odkvětu, neboť nejvíce kvete na nových letorostech.
Dobře vyniká jako solitéra na volné ploše nebo na okraji porostu dřevin, je také vhodná do pouličních stromořadí. Většinou však nevynikne v hustém porostu různých dřevin. Je použitelná i do husté městské zástavby, dobře snáší znečištěné ovzduší.
Bylo vyšlechtěno mnoho kultivarů, z nichž se v Česku nejčastěji pěstují tyto:
- 'Autumnalis' - asi 5 m vysoký strom s poloplnými bílými květy, který při teplém podzimu vykvete již v listopadu a někdy slaběji kvete opět na jaře (jméno 'Autumnalis' značí "podzimní");
- 'Elfenreigen' - strom se vzpřímenými větvemi kvetoucí bílými hvězdicovitými květy s hnědavými rašícími listy;
- 'Pendula' - strom roste v mládí vzpřímeně a teprve později vytvoří převislou deštníkovitou korunu s jednoduchými či dvojitými růžovými květy velkými asi 2 cm;
- 'Fukubana' - strom 4 až 6 m vysoký s rozložitou korunou kvetoucí jemnými růžovými květy, zelené listy se na podzim zbarvují oranžově až červeně.[1][5][8][9]